# 白幡八幡神社
白幡八幡神社（しらはたはちまんじんじゃ）は、千葉県山武市白幡（上総国山辺郡）にある八幡神社。旧社格は村社。誉田別尊、天照大神、天児屋根命を祀る。

## 概要
寛和元年（985年）に大和国の僧妙香がこの地を訪れ、阿弥陀如来像を奉納し如来寺（現在の般若院）を創建した際、山城国の石清水八幡宮より御神影を勧請し、寺の隣地に鎮守神として建立したのが当社の起こりであるという。
治承4年（1180年）石橋山の戦いに敗れ房総に逃れた源頼朝が、その後鎌倉を目指した際に参拝し、白旗と15本の矢を献じて源氏の再興と武運長久を祈願したといわれ、それ以来白旗を掲げるのが習しとなり白幡八幡と称したという。頼朝は大願成就の後文治元年（1185年）に社殿と神宝を寄進し、建久3年（1192年）に将兵300騎を従えてお礼参りに訪れた。その際、頼朝に従った将兵の接待にあげ飯が出され、あげ飯の行事は現在も旧暦の9月7日の夜に行われている。また建久7年（1196年）には仕臣4名を派遣し、9月6日から8日にかけて東国鎮護の祭典を行った。
慶長19年（1614年）正月には鷹狩りに訪れた徳川家康が立ち寄り、頼朝の掲げた白旗の旗竿に東金御殿の竹林の竹の寄進を約束し、現在も故事に習って毎年白旗が献ぜられ、その旗竿には東金御殿の竹林の竹が使われる。

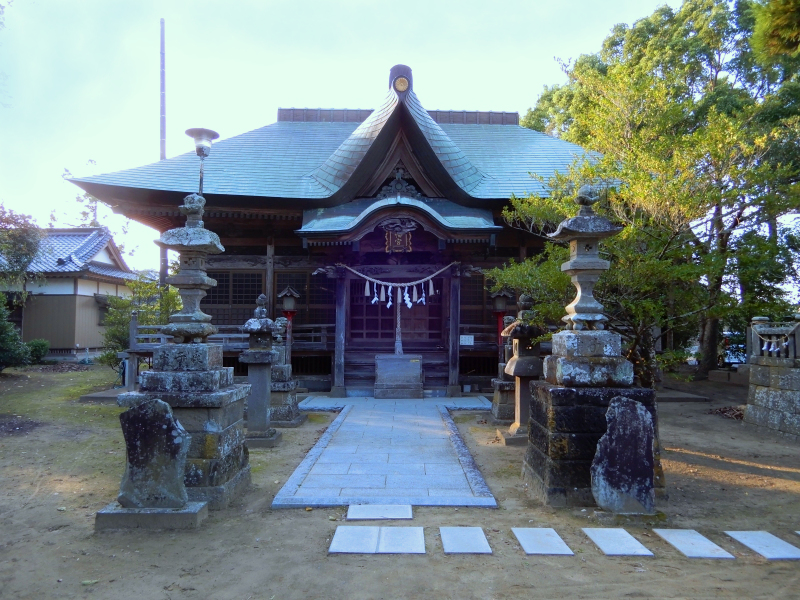
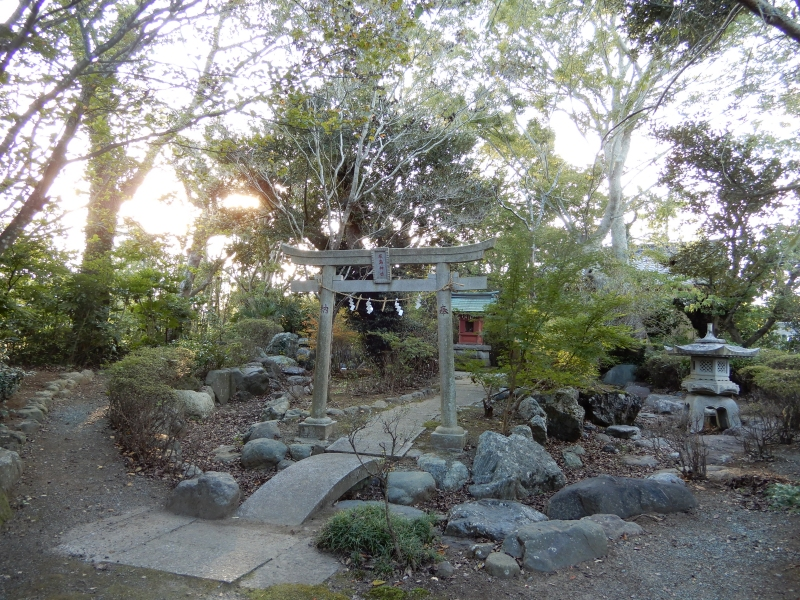
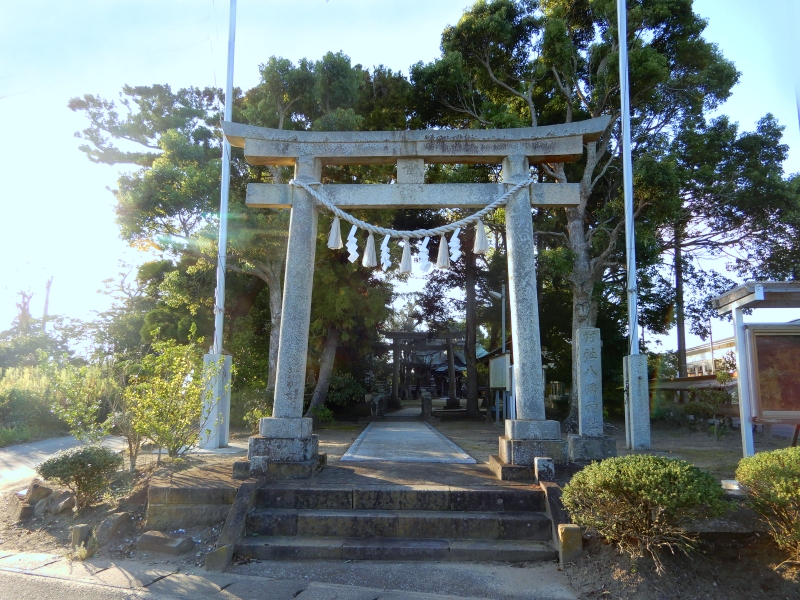

## 年中行事
お竜頭の舞
発祥は明らかでないが、建長8年（1256年）6月に御神木が枯れた際に大風となるとの告知があったため氏子が祈願したところ無事だったこと、文永3年（1266年）春から疫病が流行した際にお竜頭を供えて祈願したところ病から救われたことが由来となっているとされ、お竜頭の疫病引きとして行われるようになったという。2007年（平成19年）からは旧暦9月9日に当たる日が過ぎた後の最初の日曜日に開催されている。